# Langegg (Seeg)
Langegg ist ein Gemeindeteil der Gemeinde Seeg im Landkreis Ostallgäu (Schwaben, Bayern).

## Geographie und Geschichte
Der Weiler liegt am südöstlichen Rand der Gemeinde Seeg, etwas mehr als vier Kilometer Luftlinie vom Ortszentrum Seeg entfernt, und setzt sich den beiden Teilen Oberlangegg und Unterlangegg zusammen. Vom südlichen Rand Unterlangeggs beträgt die Distanz zur Bundesautobahn 7 rund 200 m.
Zwischen 1871 und 1987 pendelte die Einwohnerzahl zwischen 22 und 30.
| Jahr      | 1871 | 1925 | 1950 | 1970 | 1987 |
| Einwohner | 22   | 28   | 28   | 30   | 26   |

## Baudenkmäler
In der Liste der Baudenkmäler in Seeg sind für Langegg zwei Baudenkmäler aufgeführt – die katholische Kapelle St. Maria am südlichen Ortsrand von Unterlangegg sowie die katholische Kapelle St. Maria am westlichen Ortsrand von Oberlangegg.